# Bouillé-Ménard
Bouillé-Ménard é uma comuna francesa na região administrativa da Pays de la Loire, no departamento de Maine-et-Loire. Estende-se por uma área de 15,79 km². Em 2010 a comuna tinha 772 habitantes (densidade: 48,9 hab./km²).